# Amt Altenhaßlau
Das Amt Altenhaßlau war ein Amt in der Herrschaft Hanau, später der Grafschaft Hanau und dann der Grafschaft Hanau-Münzenberg, dem Fürstentum Hanau und der Provinz Hanau im Kurfürstentum Hessen.

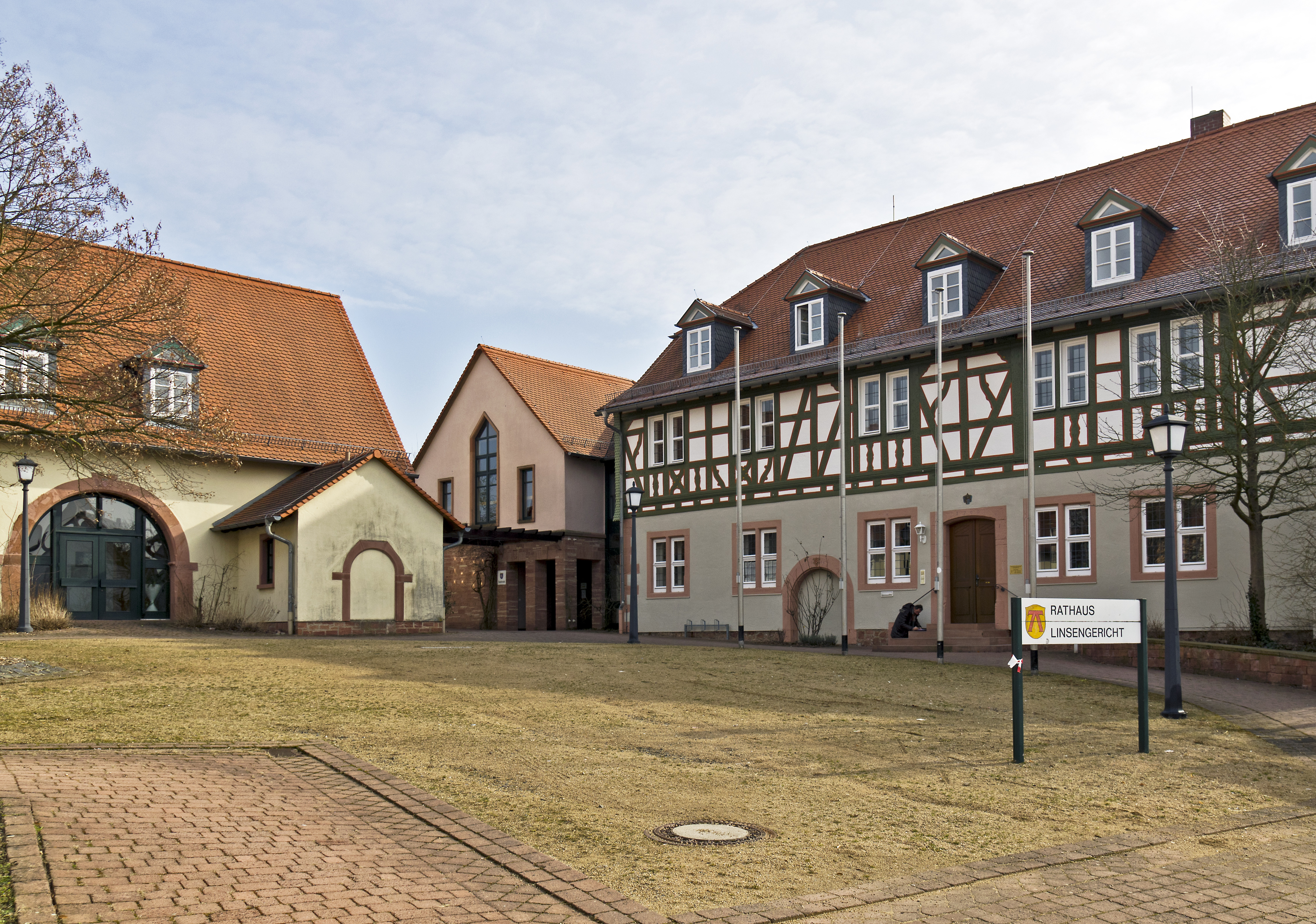
Rathaus in Altenhaßlau

## Funktion
In der Frühen Neuzeit waren Ämter eine Ebene zwischen den Gemeinden und der Landesherrschaft. Die Funktionen von Verwaltung und Rechtsprechung waren hier nicht getrennt. Dem Amt stand ein Amtmann vor, der von der Landesherrschaft eingesetzt wurde.

## Geschichte

### Gericht
Das Gericht Altenhaßlau ging aus einem Gerichtsbezirk der Pfalz Gelnhausen hervor. Ursprünglich war es ein Lehen des Hochstifts Würzburg an die von Trimberg, was erstmals für das Jahr 1279 belegt ist. Als 1362 absehbar war, dass der letzte Trimberger ohne lehensfähige Erben versterben würde, verkaufte er das Gericht an Ulrich III. von Hanau. Nach Aussterben der Trimberger empfing Ulrich IV. von Hanau das Gericht Altenhaßlau 1377 als Lehen von Bischof Gerhard von Schwarzburg.
An der Spitze der Untertanen des Gerichts Altenhaßlau standen vier Märkermeister. Nachdem die Reichsstadt Gelnhausen 1326 durch König Ludwig IV. und 1349 erneut durch König Karl IV. – an Hanau und die Kurpfalz verpfändet worden war, musste einer der Märker aus der Pfalz und einer aus der Reichsstadt Gelnhausen gewählt werden.

### Amt
Im Zuge der Territorialisierung der Grafschaft Hanau wurde das mittelalterliche Gericht Altenhaßlau mehr und mehr zu einem Amt Altenhaßlau der Grafschaft Hanau-Münzenberg umgeformt. Markantes Zeichen dafür war, dass 1561 der Zentgraf durch einen Schultheißen ersetzt wurde.
Nach dem Tod des letzten Hanauer Grafen, Johann Reinhard III. 1736 erbte Landgraf Friedrich I. von Hessen-Kassel aufgrund eines Erbvertrages aus dem Jahr 1643 die Grafschaft Hanau-Münzenberg und damit auch das Amt Altenhaßlau. Durch den Reichsdeputationshauptschluss 1803 wurde der Landgraf von Hessen-Kassel zum Kurfürsten erhoben und seine Gebiete wurden zum Kurfürstentum Hessen. Durch Napoleon 1807 aufgelöst, kam der größte Teil der Fläche zum Königreich Westphalen. Durch den Wiener Kongress 1815 wurde Kurhessen wiederhergestellt. Im Jahre 1821 kam es zu einer grundlegenden Verwaltungsreform (Trennung der Rechtsprechung von der Verwaltung) und der Bildung von Kreisen als territoriale Einheit für die innere Verwaltung. Das Amt Altenhaßlau gehörte zu dem neu gebildeten Kreis Gelnhausen. Nach dem verlorenen Krieg von 1866 wurde Kurhessen vom Königreich Preußen annektiert und kam zur Provinz Hessen-Nassau (→ Preußische Annexionen 1866).
Mit der Gebietsreform in Hessen ging der Kreis Gelnhausen (seit 1945 Landkreis Gelnhausen) 1974 im Main-Kinzig-Kreis auf, und Altenhaßlau kam zur neuen Großgemeinde Linsengericht.

## Territoriale Gliederung
Zu dem Amt Altenhaßlau zählten die Orte:
- Altenhaßlau
- Armansgesäß (Wüstung)
- Eidengesäß
- Geislitz
- Großenhausen
- Hof Eich
- Lützelhausen
- Ziegelhaus (Zugehörigkeit strittig zwischen Hanau und Gelnhausen)

Die Zugehörigkeit des Ortes Ziegelhaus zum Amt Altenhaßlau war zwischen Hanau und Gelnhausen umstritten. Das führte zu einem Jahrhunderte andauernden Streit zwischen der Stadt und den Herren und Grafen von Hanau, auch zu Prozessen vor dem Reichskammergericht.

## Beamte
- Im Jahr 1787 wird Johannes Hassenpflug als Amtsverweser erwähnt.[4]